# モラージュ佐賀
モラージュ佐賀（モラージュさが）は、佐賀県佐賀市に位置するショッピングセンターである。2003年（平成15年）3月21日に第1期が、2006年（平成18年）11月22日に第2期が開業した。100を超える専門店が並び、駐車場には約2,000台の自家用自動車を収容できる。

## 概要
双日商業開発（2010年から2014年は双日リアルネット→双日新都市開発）が各地で運営するショッピングモール「モラージュ」の第一号店。 敷地面積は約4万坪（132,000m2）で、延べ床面積は約2万7千坪（89,100m2）、商業施設面積は約1万6千坪（52,800m2）。
核店舗となるハイマートが運営するスーパーの「フードウェイ」およびMr.Maxを両端に配置した北館とシネコンなどアミューズメント施設を核にした南館および独立した外店舗であるイエローハットとケーズデンキにより構成される。
同じ時期にゆめタウン佐賀開業とイオンショッピングタウン大和（現・イオンモール佐賀大和）の拡張が行われたため、佐賀市内のショッピングモールはこの3店舗が競争している状況である。
オープン以来、中心となるゲームセンターにイオンファンタジーがあったが撤退した。その後は開業当初からイオンファンタジーの北側にオープンしていたタイトー運営のゲームセンターに加え、ナムコが運営するゲームセンターが進出している。
2010年（平成22年）10月15日に核テナントである西友が撤退した。
西友の跡には2010年（平成22年）11月26日に北館1階に福岡地場スーパーハイマートが運営するスーパーのフードウェイ、北館2階にサンキや西松屋などが出店した。また、2011年には駐車場の一部を売却（マルハン佐賀店が出店）、2023年には北館北側にあった外店舗の飲食店跡地にケーズデンキが進出している。

## 主要テナント

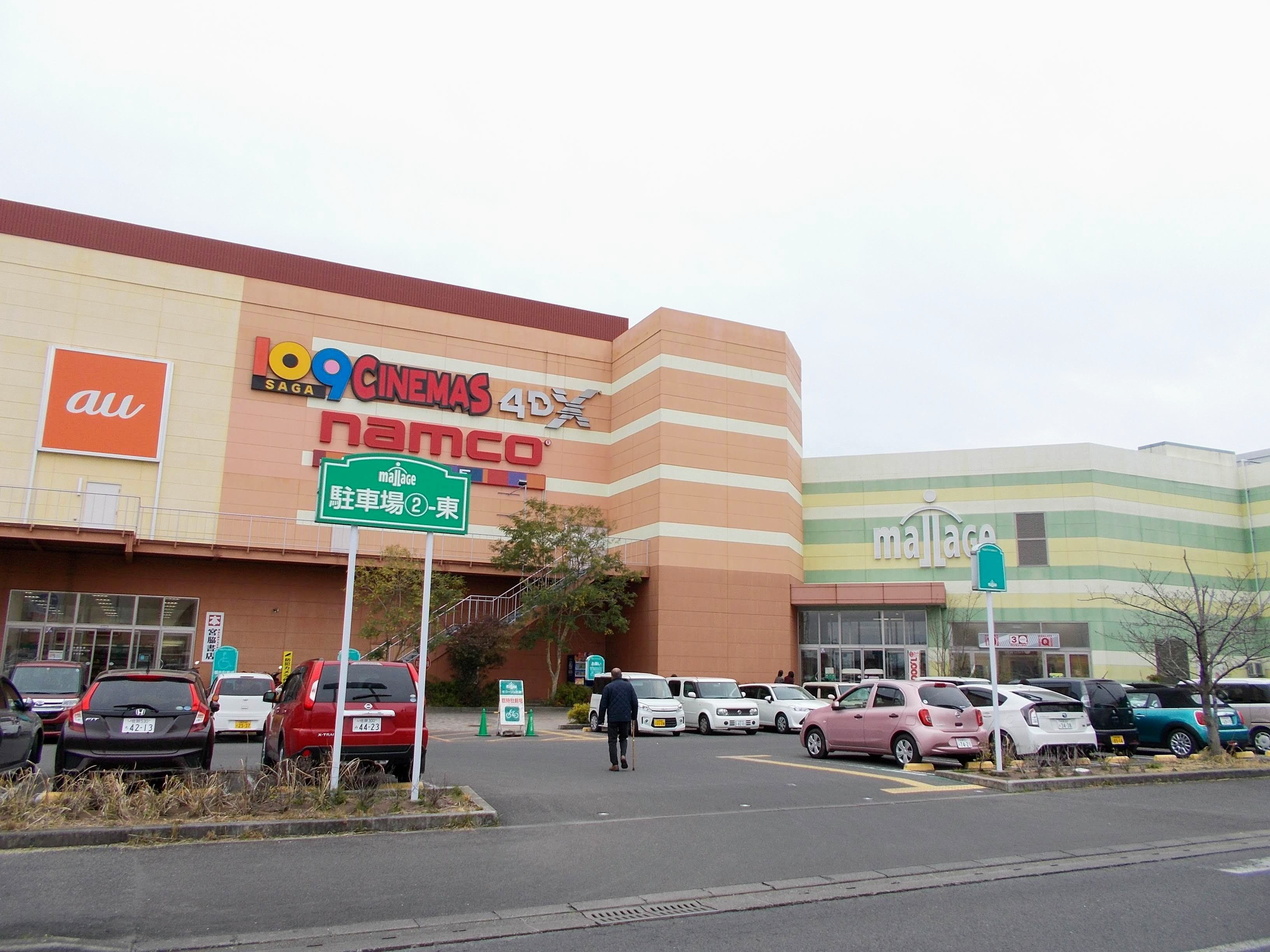
109シネマズが入居するモラージュ佐賀南館（2019年3月）

- Foodway (フードウェイ)佐賀モラージュ店
- Mr.Max
- 109シネマズ
- ケーズデンキモラージュ佐賀店
- イエローハットモラージュ佐賀店
- ヴィレッジヴァンガード
- コムサイズム
- SUIT SELECT（スーツセレクト）
- SHOE・PLAZA
- Seria 生活良品
- ココカラファイン
- タイトーFステーション
- T.G.C.
- 銀座和真
- namco
- アベイル
- 三喜
- 西松屋
- アニメイト
- らしんばん
- ニトリデコ
- ニューステップ
- マックハウス
- DAISO

## 交通アクセス
バス
- 佐賀駅（バスセンター）より
  - 祐徳バス80番「モラージュ佐賀行」で13分（唐人町経由）または16分（大財町経由）、敷地内にある「モラージュ佐賀」バス停下車。
  - 西鉄バス45番「西鉄久留米行」「信愛女学院行」で11分、国道264号上にある「モラージュ佐賀前」バス停下車。